# Oxytropis macrosema
Oxytropis macrosema är en ärtväxtart som beskrevs av Aleksandr Andrejevitj Bunge. Oxytropis macrosema ingår i släktet klovedlar, och familjen ärtväxter. Inga underarter finns listade i Catalogue of Life.